# Ikoma (Nara)
Ikoma (生駒市?) è una città giapponese della prefettura di Nara.

## Storia
La città fu fondata il 1º novembre 1971.